# Stenochironomus bacrionis
Stenochironomus bacrionis är en tvåvingeart som beskrevs av Art Borkent 1984. Stenochironomus bacrionis ingår i släktet Stenochironomus och familjen fjädermyggor. Inga underarter finns listade i Catalogue of Life.